# O tempora, o mores!
是拉丁语格言，第一次有记载的使用是出自西塞罗之口。在英语中，字面意思可解作（时代啊！风尚啊！），更自然的翻译可作，而汉语中有译作「这是什么时代！什么风尚！」者。上述翻译仍接近字面意思，在英语中还经常润色作（这个年代和它所失去的原则真是可耻！）以符合英语习惯，这一翻译出自古典学家查尔斯·杜克·杨（Charles Duke Yonge）。格言经常加上感叹号，印作，这一符号在西塞罗时代的拉丁文中并不使用。

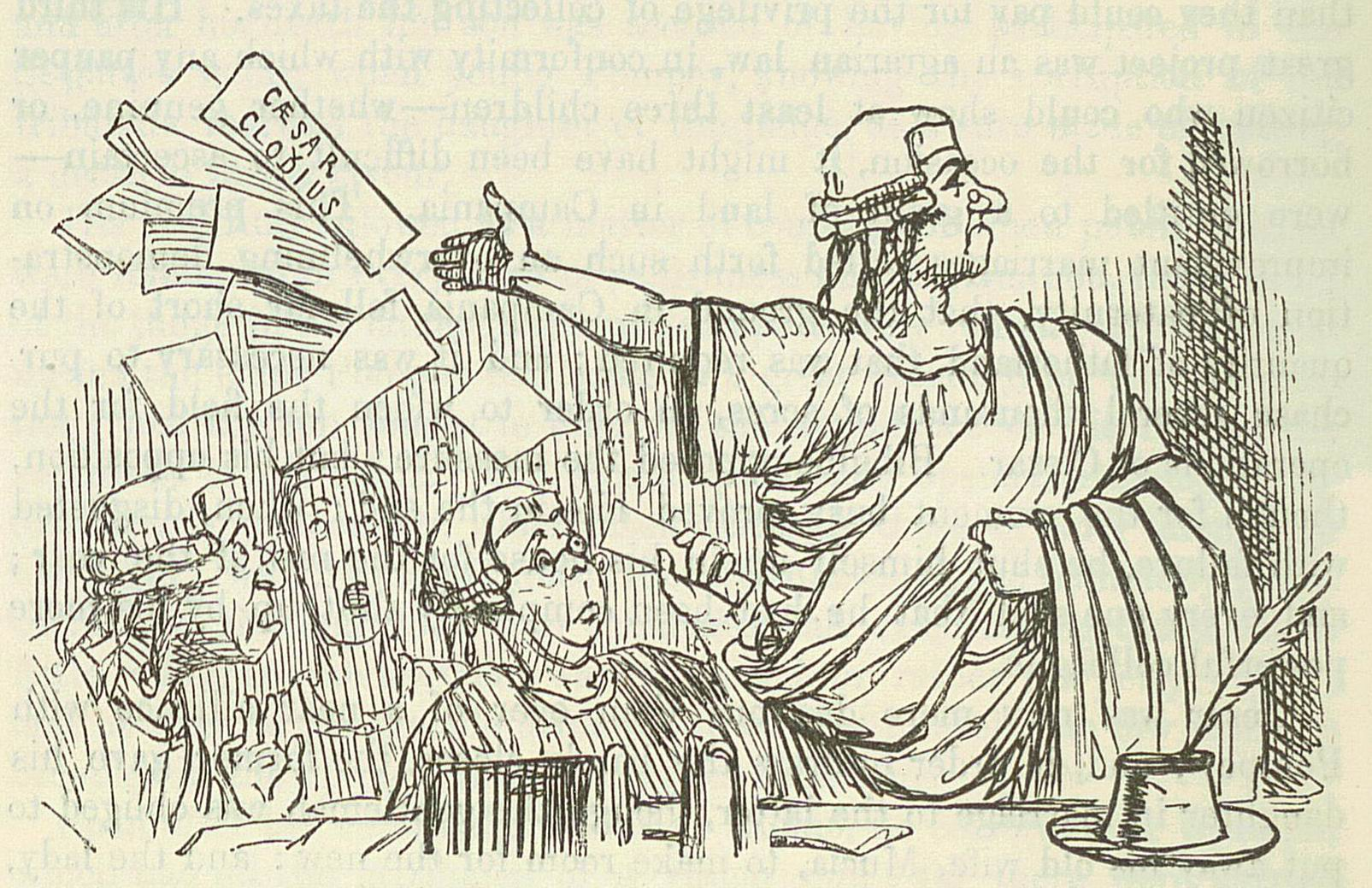
正在抛洒辩护状的西塞罗。约翰·利奇（John Leech）作，出自吉尔伯特·阿博特·阿贝克特（Gilbert Abbott à Beckett）《漫画罗马史》

西塞罗是古罗马雄辩家，在四处演说中都用过这一句子，其中最早一次使用是在公元前70年反对维勒斯的演讲。然而四次引用中，最著名的一次则是在其反喀提林第一演说的第二段。这次演说作于公元前63年，当时西塞罗就任罗马执政官，演说斥责政敌喀提林。这一段演说辞中，西塞罗用此句表达憎恶，借之谴责当时罗马共和国的可悲之相，那时公民叛逆国家，受到的惩罚在西塞罗看来是不足以报应的。所论及的一段如下：

这是什么时代！什么风尚！这些事元老院都知道，执政官也看到了。可是这个人还活着。我不是说过吗，还活着！而且，更有甚者，他还来到元老院参加国家大事的讨论，用目光挑选和标定我们当中每一个将来要遭到杀害的对象。——
尽管所有的证据都指向喀提林正阴谋推翻罗马政权、刺杀西塞罗本人；即便元老院确已发布了终极议决，喀提林仍然没有被处死，西塞罗由此大感不平。其接着举出罗马历史中多次事件为例，这些例子中执政官在证据不足时仍皆以对谋叛之人行刑为适当，内中一例是先执政官卢基乌斯·俄皮弥乌斯之诛杀盖约·格拉古，当时仅仅凭着（某种背叛的嫌疑）就将人处刑。

## 文化上的引用
古典时代晚期，西塞罗这句感慨已经出名，受人引用，如下文老塞内卡的《拟倡集》中：

一定要用你西塞罗的话了：「这是什么时代，什么风尚！」你将见到那带着残忍、同时又带着自高，燃烧着的双眼！
马提亚尔的诗歌《致开喀利阿努斯》（警句集§9.70）中也引用了反喀提林第一演说：

「这是什么风尚！什么时代！」是过去图利乌斯的呼喊，
那时喀提林正策划他冒渎的阴谋
威尔士警句诗人约翰·欧文曾在其著名的《警句》1613年版卷一16节的，一条有关宗教领袖约瑟夫·斯卡利杰的警句中用本短语作标题。
现代这一感慨仍然用来批判当下的心态和流行趋势，但有时是幽默讥刺的用法。早在十八世纪，这样的用法已经出现：英国王室收藏品中，一幅塞缪尔·阿尔肯在1787年仿照托马斯·罗兰森创作的凹版画就题作〈这是什么时代！什么风尚！〉，表现如此的情形：两名老者惊讶地发现三个年轻的醉汉凑在一张桌子上睡着了。
爱伦·坡曾用这句短语作为诗歌〈这是什么时代！什么风尚！〉（约1825年）的标题和主旨，其中批判了他那个时代人的举止；在1936年的电影《迪兹先生进城》中，由一名醉酒的诗人朗诵。短语还在《风的传人》（戏剧版在1955年，电影版则1960年）中使用，这是在猴子审判基础上创作的虚构作品，剧中短语由愤世嫉俗的记者霍恩贝克说出，形容小镇对达尔文进化论的态度。 
音乐喜剧组合弗兰德斯与斯旺同样使用过这一短语，当时弗兰德斯大声宣布「这是什么时代，什么风尚——这是什么个时代周刊，什么个每日镜报！」
2014年11月，美国参议员泰德·克鲁兹在参议院发言时引用了西塞罗反喀提林第一演说的起始部分，仅仅改换数个词汇，用以指责总统贝拉克·奥巴马滥用行政命令。他作出的演讲模仿查尔斯·杜克·杨对演说辞的翻译，将润色成「这个年代和它所失去的原则真是可耻！」，至于提到喀提林的部分，则换成总统奥巴马。

### 文内引注
1. ↑  又译「模拟辩论」，古罗马的一种修辞练习，是一种「倡议性的演说辞」，[7]模仿古代名贤，以独白的方式阐述他们在人生的某些关键时刻将如何抉择。